# Víctor Morales
Víctor Morales Salas (ur. 23 maja 1905, zm. 22 maja 1938 w Santiago) – chilijski piłkarz grający na pozycji obrońcy, dziesięciokrotny reprezentant kraju. W czasie trwania kariery mierzył 171 centymetrów wzrostu i ważył 70 kilogramów.
W latach 1924–1925, reprezentował barwy klubu Camilo Henríquez, natomiast w latach 1926-1930, grał w CSD Colo-Colo.
W reprezentacji narodowej, Morales zadebiutował 19 października 1924 roku; wystąpił wtedy w meczu przeciwko reprezentacji Urugwaju (porażka 0-5), który był rozgrywany w ramach turnieju Copa América. Wystąpił także w trzech kolejnych meczach tego turnieju, jednak jego reprezentacja nie zajęła miejsca na podium. Był także w składzie reprezentacji Chile w Copa América 1926 (3. miejsce), igrzyskach olimpijskich 1928 i mistrzostwach świata w 1930 roku, na których to rozegrał swój ostatni mecz w reprezentacji narodowej (przegrane spotkanie z Argentyną).

## Mecze w reprezentacji
- Opracowano na podstawie:[4]

| Mecze w reprezentacji | Mecze w reprezentacji | Mecze w reprezentacji | Mecze w reprezentacji | Mecze w reprezentacji | Mecze w reprezentacji            | Mecze w reprezentacji |
| #                     | Data                  | Miasto                | Przeciwnik            | Wynik                 | Rozgrywki                        |                       |
| --------------------- | --------------------- | --------------------- | --------------------- | --------------------- | -------------------------------- | --------------------- |
| 1.                    | 19.10.1924            | Montevideo            | Urugwaj               | 0:5                   | Copa América 1924                |                       |
| 2.                    | 25.10.1924            | Montevideo            | Argentyna             | 0:2                   | Copa América 1924                |                       |
| 3.                    | 1.11.1924             | Montevideo            | Paragwaj              | 1:3                   | Copa América 1924                |                       |
| 4.                    | 3.11.1926             | Santiago              | Paragwaj              | 5:1                   | Copa América 1926                |                       |
| 5.                    | 10.12.1927            | Viña del Mar          | Urugwaj               | 2:3                   | Mecz towarzyski                  |                       |
| 6.                    | 27.5.1928             | Amsterdam             | Portugalia            | 2:4                   | Letnie Igrzyska Olimpijskie 1928 |                       |
| 7.                    | 5.6.1928              | Arnhem                | Meksyk                | 3:1                   | Letnie Igrzyska Olimpijskie 1928 |                       |
| 8.                    | 8.6.1928              | Rotterdam             | Holandia              | 2:2                   | Letnie Igrzyska Olimpijskie 1928 |                       |
| 9.                    | 16.7.1930             | Montevideo            | Meksyk                | 3:0                   | Mistrzostwa Świata 1930          |                       |
| 10.                   | 22.7.1930             | Montevideo            | Argentyna             | 1:3                   | Mistrzostwa Świata 1930          |                       |